# Emil Pavlov
Pour les articles homonymes, voir Pavlov.
Emil Pavlov, né le 6 avril 1992 à Chtip, est un karatéka macédonien. Il a remporté la médaille d'or en kumite moins de 60 kilos aux championnats d'Europe de karaté 2014 à Tampere. Il est aussi médaillé de bronze aux  Jeux européens de 2015 à Bakou.
Il est médaillé d'or en moins de 60 kg aux Championnats d'Europe de karaté 2018 à Novi Sad et médaillé de bronze aux Championnats d'Europe de karaté 2019 à Guadalajara.